# Велика дорога (фільм)
«Велика дорога» — радянсько-чехословацький художній фільм режисера Юрія Озерова, знятий в 1962 році на кіностудії «Мосфільм», за участю студії «Баррандов». В основі сценарію літературний варіант біографії чеського письменника Ярослава Гашека.

## Сюжет
Фільм починається з анімаційної вставки, в якій бравий солдат Швейк з класичної ілюстрації Йозефа Лади під завзяте насвистування мотиву бадьоро крокує по земній кулі, що обертається.
Молодий журналіст Ярослав Гашек доставляє багато клопоту празькій поліції. Його висловлювання можна розцінити як політично неблагонадійні, він відверто знущається з таємних агентів, а після оголошення війни, в насмішку, реєструється в одному з готелів під ім'ям Івана Іванова, що приїхав з Москви.
Мобілізований в діючу армію, він потрапляє на східний фронт і докладає всіх зусиль, щоб здатися російським солдатам, однак ті самі охоче здаються в полон австрійцям. Щоб довести, що він здається, Гашекові доводиться особисто йти доповідати до російського офіцера Поліванова (Юрій Яковлєв). Після цієї вдалої спроби Гашек опиняється в таборі військовополонених, де заводить дружбу з солдатом Йозефом Страшліпкою — симпатичним телепнем зі свого відділення.
1917 рік. Революція повалила монархію, при владі Тимчасовий уряд. За угодою з союзним командуванням з полонених чехів і словаків на території Росії створюється військовий корпус для боротьби з німцями. Табірне начальство приймає рішення очистити свої ряди від збільшовизованих елементів, і вночі друзі тікають з-під варти, спритно обманюючи схожого на літературного Дуба чеського поручика. У червоних Гашека, як письменника і, отже, освічену людину, призначають комендантом невеликого містечка замість хворого на тиф попередника.
Його помічницею стає Шура (Інна Гула), дівчина, котра поєднує в собі сором'язливість і пристрасність боротьби за ідеали революції. У вільний час Гашек пише книгу про пригоди бравого солдата на фронтах світової війни, головним героєм якої стає Йозеф Страшліпка, який після прочитання перших глав (де комісія визнає його ідіотом, і він «має зносини зі своєю служницею»), переконав автора замінити його ім'я іншим. У містечку опиняється старий знайомий Поліванов, який втік в тил від радянської влади, нібито знаходячись в гостях у родичів. Гашек пам'ятаючи прихильність офіцера спиняє спроби Шури його затримати, але побоюючись за своє життя Поліванов, користуючись моментом, втікає. За одноосібним рішенням ординарця комбрига Мітьки (Олег Борисов), комендант зі своїм нерозлучним товаришем за те що упустили Поліванова, були засуджені до розстрілу.
Через деякий час місто було взято наступаючими білочехами, до яких приєднався Поліванов. Він «великодушно» розпоряджається, щоб Гашека і Страшліпку розстріляли свої. Солдати, їхні колишні товариші по службі, імітували виконання вироку, і заарештованим вдалося втекти. Добравшись до Москви, Гашек наполіг на зустрічі з Яковом Свердловим і отримав призначення на фронт — пропагандистом для агітації в чеських підрозділах. На місці Гашек вміло вирішує ситуацію зі своїми товаришами по службі, полонивши Поліванова і Дуба, і возз'єднується з Шурою, яка оборонялася від білих у своєму будинку.
В кінці громадянської війни він повертається на батьківщину з Шурою, що стала його дружиною, і вірним другом Йозефом. У Празі, тепер столиці нової держави, він виявив добре знайомих йому до війни персонажів, які зручно розташувалися на колишніх місцях.
Попри загалом оптимістичний і саркастичний тон фільму, кінцівка його різко контрастує філософським сумом — вийшовши з управління поліції, де інспектор, який вислужитися до високого чину, робить йому попередження не писати про уряд, втомлений болісно-змарнілий Гашек задумливо крокує по нічній Празі, якого наздоганяють Шура і Йозеф. На Карловому мосту він згнітивши серце прощається з другом, кажучи що йому тепер буде небезпечно бути поруч з ним, і краще б йому вирушити додому. «Звідки у мене будинок? Я ж бездомний — Нічого, Йозеф. Скоро у тебе буде в кожному будинку свій будинок». Під дзвін годинника Йозеф йде в далечінь, озираючись і махаючи рукою Гашекові і Шурі, які дивляться йому в слід.
Фільм закінчується тією ж анімаційною вставкою, з якої починався — Швейк бадьоро крокує під насвистування пісеньки-лейтмотиву фільму по світу, що обертається, переходячи через час і простір…

## У ролях
- Йозеф Абрахам —  Ярослав Гашек
- Рудольф Грушинський — Йозеф Страшліпка / Швейк
- Інна Гула —  Шура, боєць революції
- Юрій Яковлєв —  голос за кадром, поручик Поліванов
- Олександр Кутепов —  Яків Свердлов
- Микола Гринько —  червоний комбриг
- Олег Борисов —  Мітька, помічник комбрига
- Сергій Філіппов —  міський голова
- Йозеф Гліномаз —  шинкар
- Франтішек Ганус —  інспектор поліції
- Володимир Дорофєєв —  Петро Петрович, керуючий в приймальні Свердлова
- Петро Кірюткін —  Єрофєєв
- Яків Ленц —  інтелігент
- Віталій Бєляков —  солдат з губною гармошкою
- Михайло Васильєв —  рудий солдат
- Євген Шутов —  солдат
- Емма Трейвас —  господиня на весіллі
- Павло Винник —  епізод
- Дмитро Капка —  епізод
- Микола Яковченко —  селянин на возі

## Знімальна група
- Автор сценарію:  Георгій Мдівані
- Режисер-постановник:  Юрій Озеров
- Оператор-постановник:  Ігор Черних
- Художник-постановник:  Олександр Мягков
- Композитор:  Карен Хачатурян